# Temnopalpus niger
Temnopalpus niger is een keversoort uit de familie vuurkevers (Pyrochroidae). De wetenschappelijke naam van de soort is voor het eerst geldig gepubliceerd in 1920 door Lea.